# 约翰·纳什 (建筑师)
约翰·纳什（英語：John Nash，1752年1月18日—1835年5月13日）是一位英国建筑师，也是英國攝政時期伦敦的主要设计者。

## 生平

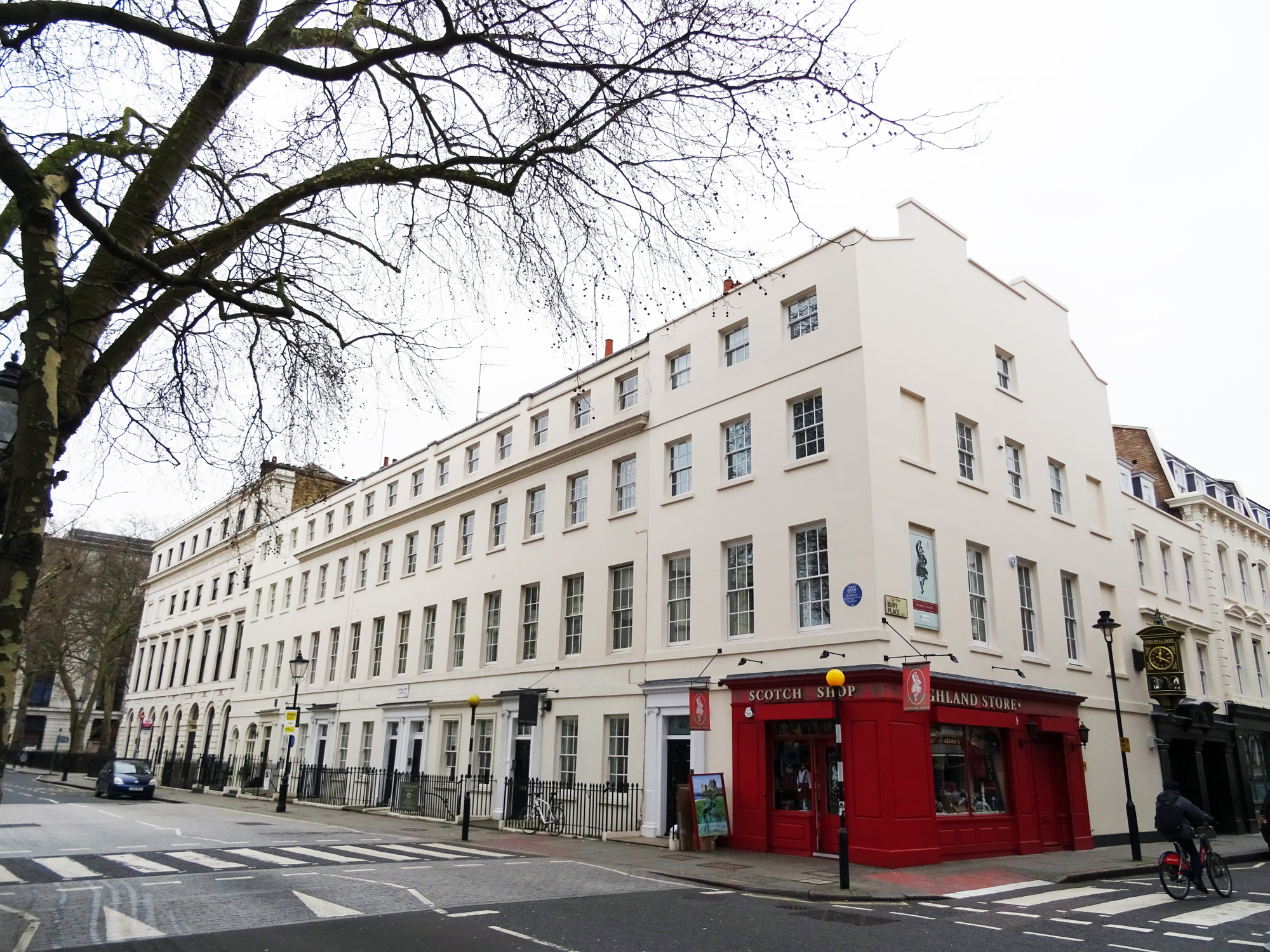
66 Great Russell Street

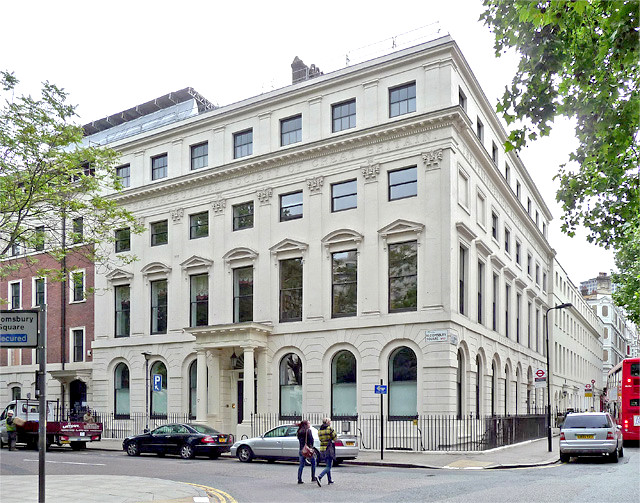
17 Bloomsbury Square

他出生在伦敦兰贝斯，和父亲同名，父亲约翰（1714–1772）是一名威尔士水车匠。1766或67年，小约翰·纳什开始成为建筑师羅伯特·泰勒爵士的学徒，学徒其在1775或76年结束。1775年，他和妻子简·伊丽莎白·克尔（Jane Elizabeth Kerr）在纽因顿的圣玛丽教堂（现已不存在）结婚，岳父是名外科医生，夫妻二人居住在兰贝斯，婚后育有两子。
他的婚姻并不成功。1778年6月，他决定和妻子分居。其妻瞒着他欠下了不少债务，而且两个孩子可能也不是她亲生的，其怀孕本身可能是伪造的。他把妻子送到阿伯拉文，后又送到尼思。在阿伯拉文时，她和当地一个叫查尔斯·查尔斯（Charles Charles）的当地男子通奸，1779年诞下一子。纳什在1781年以婚内通奸为由要求离婚，1782年二人离婚案在赫里福德审判，查尔斯被判有罪，但没钱偿还76镑的罚金，随后死在监狱中。1787年1月26日离婚案正式结案。
他早年当过测量员、建筑工和木匠，年薪约£300（2020年的£49,850）。1777年，他开始接一些建筑师的活。但他自己最初的职业生涯是不成功和短命的。在1778年从叔叔托马斯那里继承了1000镑财产之后，他将钱投资到布鲁姆斯伯里广场15-17号和布鲁姆斯伯里大罗素街66-71号上。但这些房子没有租出去，结果导致他在1783年9月30日破产，负债5000镑，其中有2000镑是从罗伯特·亚当和他的兄弟那里借来的。

### 威尔士

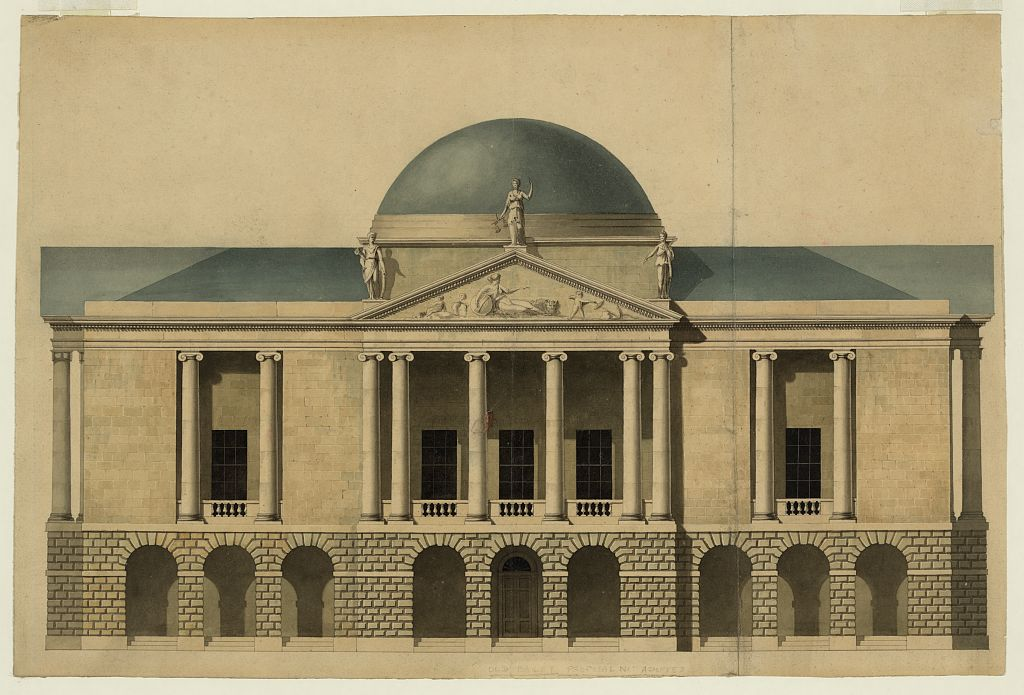
纳什1794年设计的斯塔福德郡政厅（County Hall Stafford）

他在1784年离开伦敦，定居母亲娘家所在的喀麦登。他和当地一个叫萨缪尔·西蒙·撒克逊的人一起为当地的教堂翻修屋顶，获得600基尼报酬。两人以做建筑承包商、材料商为生，期间仍然研究建筑设计，1789–92年为喀麦登设计过监狱。
他随后又在卡迪根（1791–96）和赫里福德（1792-96）设计过监狱。在赫里福德，他结识理查德·佩恩·奈特，受到后者理论影响。1789至91年，他负责修复圣戴维斯座堂。1790年，他结识尤维代尔·普莱斯，建筑理论又得以进步。此外，他还在威尔士设计过一些乡村别墅。
1792年，他结识园林设计师汉弗莱·雷普顿，两人开始合伙工作，直至1800年因吵架散伙。不过，纳什的能力也在稳步提升。1796年，他重返伦敦。

### 返回伦敦

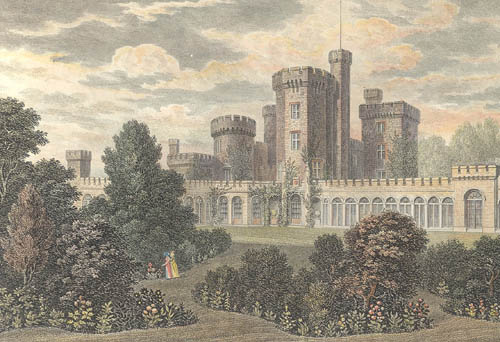
纳什在怀特岛上的故居东考斯城堡，今已毁

1797年6月，他搬入他设计的多佛街公寓，并在次年12月17日和25岁的玛丽·安妮·布拉德利（Mary Anne Bradley）结婚。1789年，他买下东考斯30英畝（12公頃）的地皮，1798年至1802年间兴建了东考斯城堡。
他开始以设计城堡式的乡村别墅出名，作品包括勒斯科姆城堡、卡海斯城堡等。此外，他也设计过一些意大利式别墅，如克朗希尔。
1815年，他成为牛津大学耶稣学院建筑设计顾问。他没有收学校的钱，而是要求学校找托马斯·劳伦斯给他画了一幅肖像画，挂在学院里。

### 摄政王御用
纳什是辉格党成员，和查尔斯·詹姆士·福克斯是好友。后者把他介绍给摄政王（后来登基成为乔治四世）。1806年，他受命为英国皇室的测量总监（Surveyor General of Woods, Forests, Parks, and Chases）。自1810年以后，他几乎不再接受私人委托，基本上成为了专职的摄政王御用建筑师。皇室的资助使得他得以修造很多宏伟的建筑。
1809年，他接下来自摄政王的第一份大工程，设计摄政街和马里波恩公园。1814年至1827年，他重新设计了圣詹姆斯公园，使其形成现在的样貌。此外，摄政运河也是他主持修造的。
1813年，他和罗伯特·斯默克、约翰·索恩一起成为英国工程局（Office of Works）的官方建筑师，年薪500镑。他自1818年开始负责修造滑铁卢教堂，他设计了10所教堂，但最终只有朗豪坊诸灵堂和圣玛丽教堂（St. Mary's Haggerston，1941年空袭炸毁）建成。
在随后的的岁月中，作为那个时代最重要的建筑师之一，他还设计建造了白金汉宫（1825–1830）、皇家马厩（1822–24）和大理石拱门（1828）等作品。

### 晚年

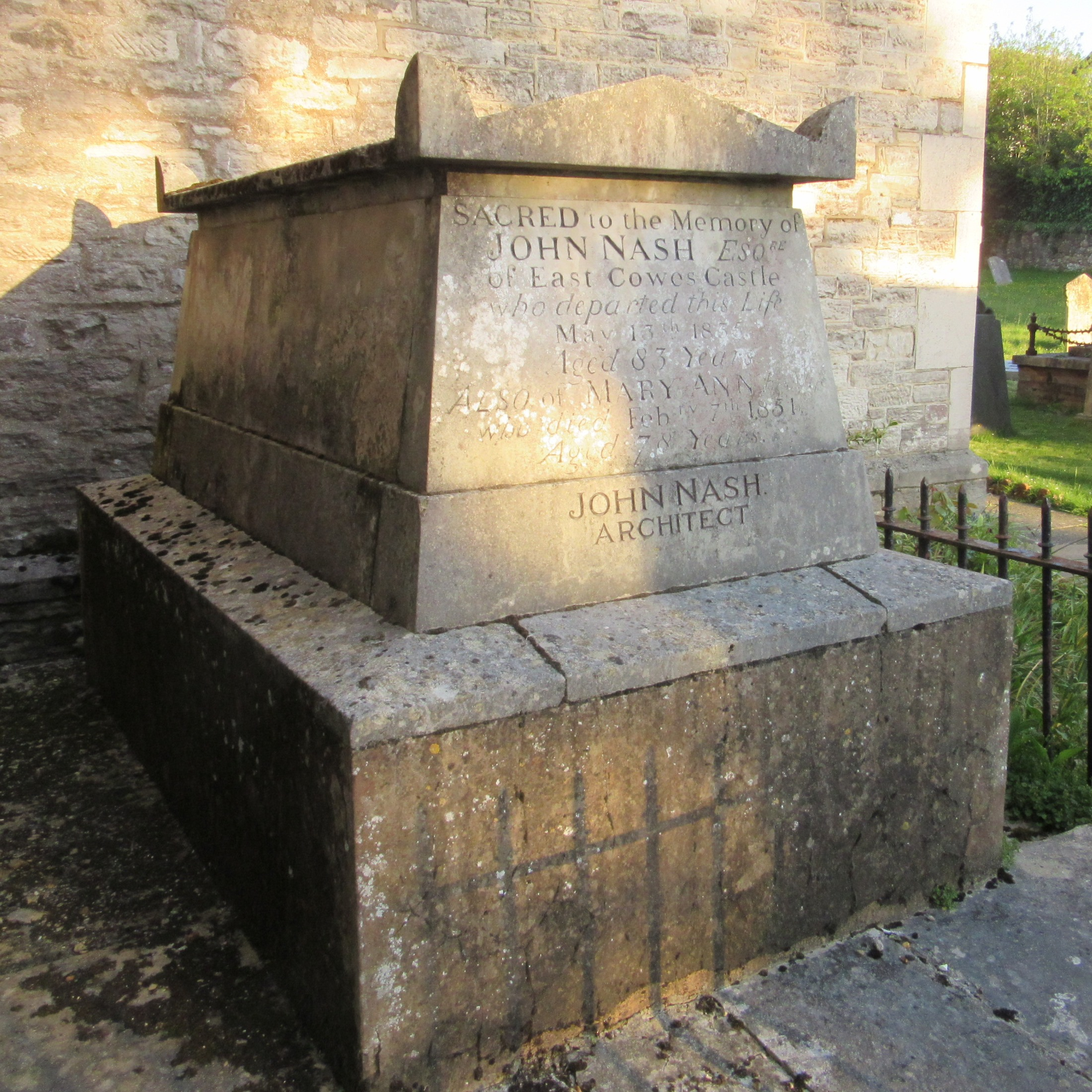
纳什墓

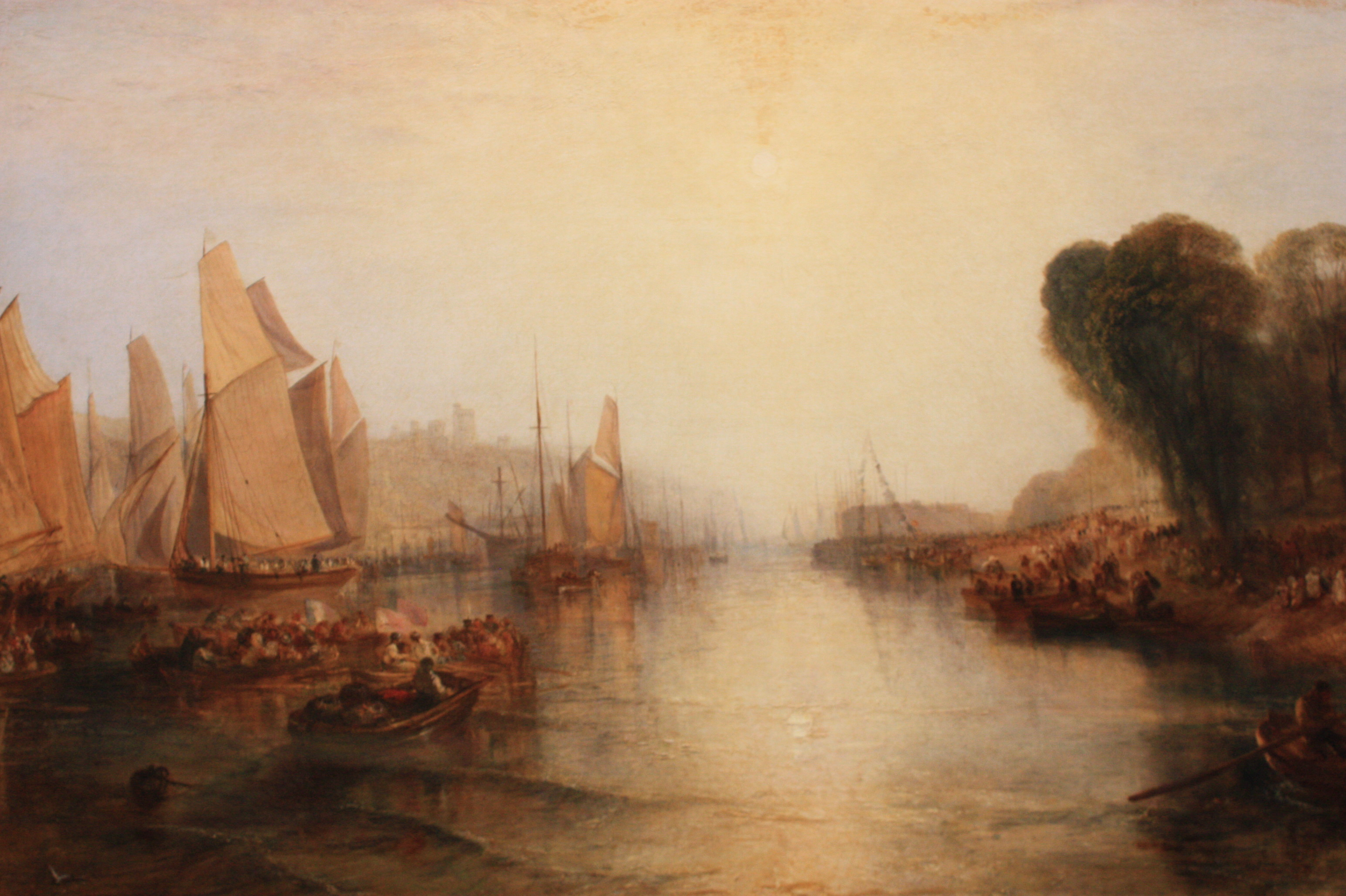
1827年纳什委托透纳绘制的东考斯风景画

乔治四世去世后，纳什的事业也随之终结。英国财政部开始审查白金汉宫的修筑花费，因为最初纳什的预算是£252,690，但1829年时已达到£496,169，最终实际花销是£613,269，纳什受此牵连，后来再也接不到政府委托，也未像同时代的其他伟大建筑师一样封爵。納西退休，回到家鄉懷特島郡的东考斯城堡居住。
他的健康状况在1835年3月开始恶化，5月13日去世，葬礼在东考斯的圣詹姆斯教堂举办，他的遗体就葬在教堂的院落中。为了偿还纳什欠下的约15,000镑的债务，他的妻子将东考斯城堡里的东西拍卖，其中包括三幅透纳、两幅本杰明·韦斯特的画。1835年7月11日，这些艺术品由佳士得拍卖，共得£1,061，当月15日藏书、手稿等又拍得£1,423。城堡也以£20,000的价格在当年卖给了第三代香农伯爵亨利·博伊尔。
纳什的遗孀住在汉普斯特德纳什留给她的一座房子里，1851年去世，死后迁葬回丈夫身边。